# Cratera Sverdrup

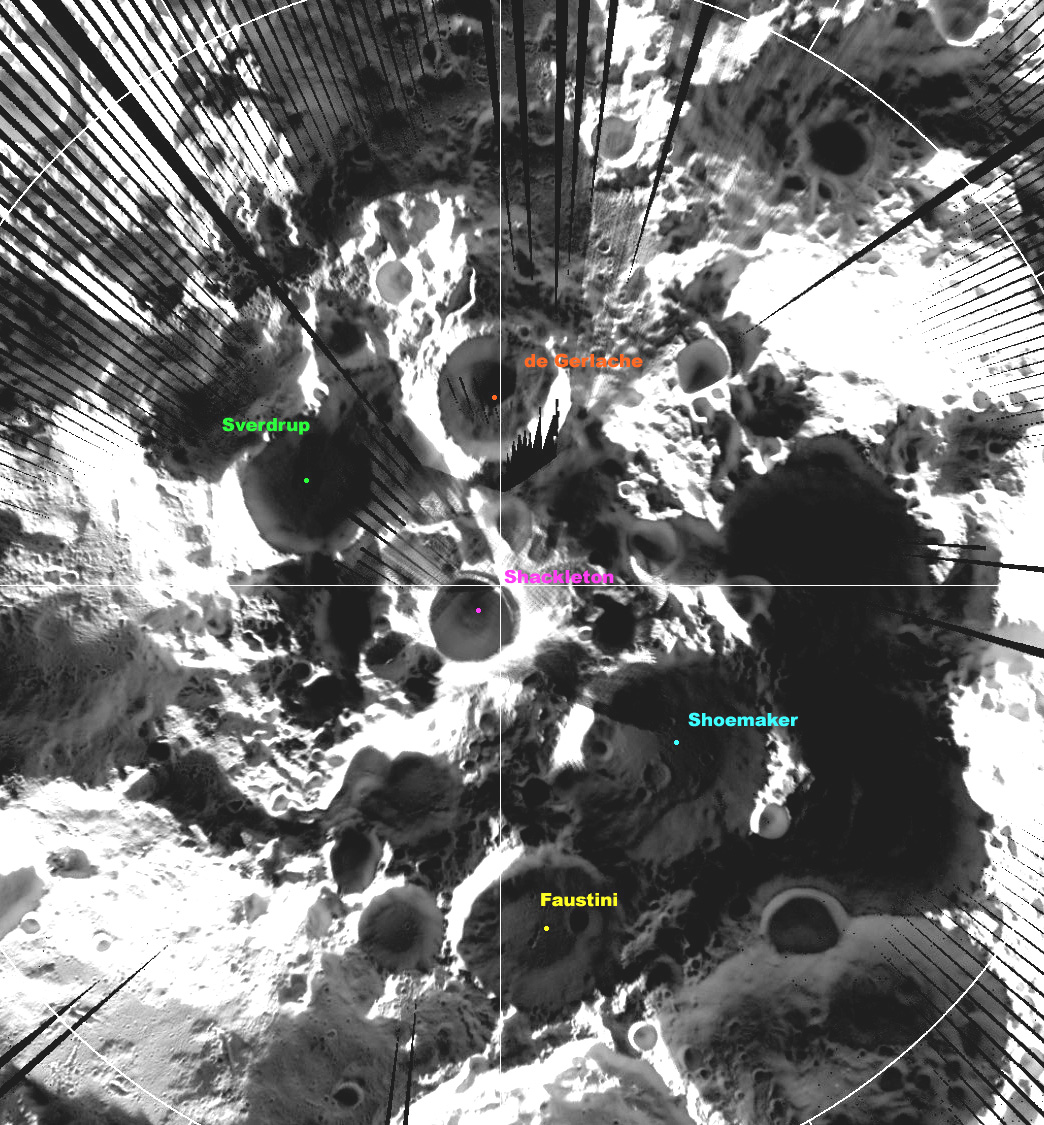
Cratera Sverdrup fotografada pela LRO.

Sverdrup é uma cratera de impacto lunar localizada próxima do pólo sul da Lua . A cratera se encontra no lado oculto da Lua em relação à Terra, numa área da superfície lunar que só é iluminada pela luz do Sol em condições muito oblíquas. A parte interna da cratera está envolta em escuridão perpétua e, portanto, não foi mapeada por fotografia. Contudo, porções da borda da cratera são iluminadas e aparentam ser formação desgastada que foi modificada por outras formações adjacentes.

As regiões mais próximas da cratera Sverdrup são a cratera de Gerlache, a leste, e a cratera Shackleton, no pólo sul.